# Spargania rufidentata
Spargania rufidentata är en fjärilsart som beskrevs av Paul Dognin 1911. Spargania rufidentata ingår i släktet Spargania och familjen mätare. Inga underarter finns listade i Catalogue of Life.